# Orbita equatoriale
Si definiscono orbite equatoriali quelle orbite il cui piano orbitale coincide con il piano equatoriale dell'attrattore. Nel caso di orbite equatoriali terrestri, il piano orbitale coinciderà con il piano definito dall'equatore terrestre. Nelle orbite equatoriali:
- L'inclinazione orbitale è nulla, ovvero il versore del momento angolare orbitale specifico dell'orbita coincide con il versore della velocità angolare dell'attrattore;[1]
- Non è definita l'asse dei nodi,[2] come linea data dall'intersezione tra piano equatoriale e piano orbitale, essendo i due piani coincidenti;
- Non è definita l'ascensione retta del nodo ascendente Ω (RAAN in letteratura anglosassone),[2] che identifica lo scostamento angolare dell'asse nodale dalla direzione del punto d'Ariete, γ.

Per le orbite equatoriali ellittiche, la posizione del pericentro è assegnata rispetto alla direzione del punto d'Ariete attraverso la longitudine del pericentro, ϖ. Talvolta si preferisce specificare che sia la vera longitudine del pericentro. Per le orbite equatoriali circolari, per le quali non è definita neppure la linea degli apsidi, la posizione del satellite è data rispetto alla direzione del punto d'Ariete attraverso la longitudine vera, {\displaystyle l} o λ.
Un'interessante tipologia di orbita geocentrica equatoriale è l'orbita geostazionaria, ovvero un'orbita equatoriale e geosincrona, avente come periodo orbitale il periodo di rotazione terrestre: questo garantisce che il satellite punti sempre verso lo stesso punto della superficie terrestre (punto subsatellitare); le orbite di questo tipo sono utilizzate prevalentemente da satelliti per telecomunicazioni.